# Christian Planer
Christian Planer (Kufstein, 15 maggio 1975) è un tiratore a segno austriaco.
Ha partecipato alle Olimpiadi del 2004, 2008 e 2012 in due eventi individuali, 10 m con pistola ad aria compressa e 50 m con fucile, vincendo una medaglia di bronzo nel 2004 con il fucile.

## Palmarès
Olimpiadi
- 1 medaglia:
  - 1 bronzo (Atene 2004 nei 50 m tre posizioni)